# Katrín Jakobsdóttir

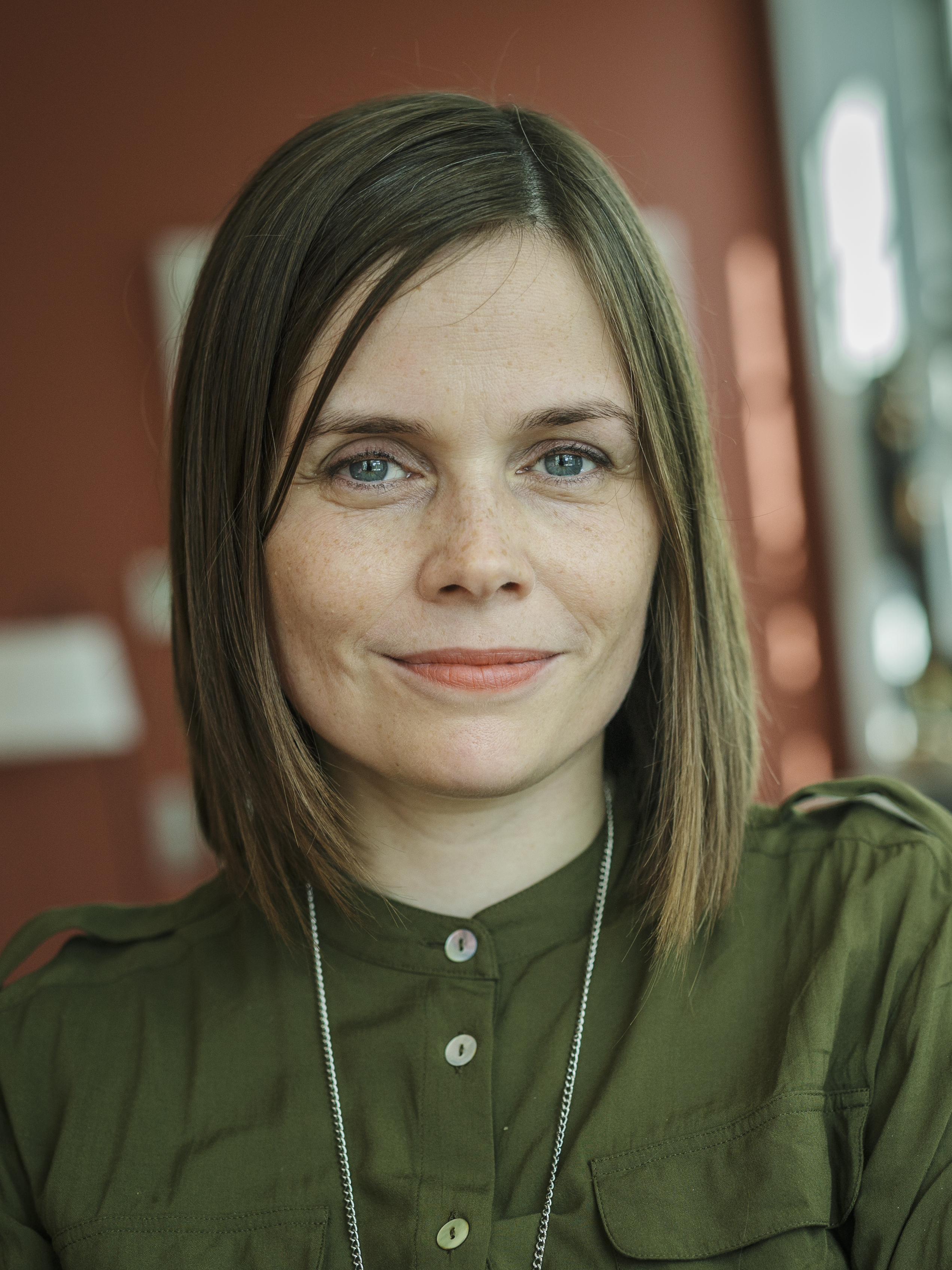
Katrín Jakobsdóttir (2015)

Katrín Jakobsdóttir ([ˈkʰaːtʰrin ˈjaːkʰɔpsˌtouhtɪr̥]; * 1. Februar 1976 in Reykjavík) ist eine isländische Politikerin (Links-Grüne Bewegung). Sie war von November 2017 bis April 2024 Premierministerin Islands. Zuvor war sie von Februar 2009 bis Mai 2013 Ministerin für Bildung, Wissenschaft und Kultur. Seit Februar 2013 war sie Vorsitzende der Links-Grünen Bewegung. Um als Kandidatin bei der Präsidentschaftswahl 2024 anzutreten, trat sie im April 2024 von ihren Ämtern als Premierministerin, Abgeordnete des Althing und Parteivorsitzende zurück. Als Zweitplatzierte unterlag sie in der Wahl Halla Tómasdóttir.

## Leben und Karriere
Katrín Jakobsdóttirs Vater Jakob Ármannsson war Banker und Lehrer. Ihre Mutter, die Psychologin Signý Thoroddsen, war eine Tochter des Althing-Abgeordneten Sigurður S. Thoroddsen.
Katrín Jakobsdóttir schloss 1999 ihr Studium der isländischen und der französischen Sprache ab. 2004 erhielt sie an der Universität Island den Master of Arts in Isländischer Literatur für eine Arbeit über den populären isländischen Kriminalautor Arnaldur Indriðason.
Seit 2007 gehörte sie für den Wahlkreis Reykjavík-Nord dem isländischen Parlament an. Am 1. Februar 2009 wurde sie Ministerin für Bildung, Wissenschaft und Kultur sowie Ministerin für nordische Zusammenarbeit in der Regierung Jóhanna Sigurðardóttir I. Sie blieb nach den Wahlen im April 2009 als Mitglied der Regierung Jóhanna Sigurðardóttir II im Amt. Ihr Nachfolger als Bildungsminister war ab dem 23. Mai 2013 Illugi Gunnarsson im Kabinett Sigmundur Davíð Gunnlaugsson.
Von 2002 bis 2003 war sie Vorsitzende der Jungen Links-Grünen und von 2003 bis 2013 stellvertretende Parteivorsitzende. Seit 2013 hat sie den Parteivorsitz inne.
Nach der Parlamentswahl vom 28. Oktober 2017 wurde die Links-Grüne Bewegung mit fast 17 Prozent der Stimmen zweitstärkste Kraft. Da die stimmenstärkste Unabhängigkeitspartei keine Partner für Koalitionsverhandlungen fand, erhielt Katrín Jakobsdóttir den Auftrag zur Regierungsbildung. In einem Regierungsbündnis mit der Unabhängigkeitspartei und der Fortschrittspartei wurde sie Premierministerin des Kabinetts Katrín Jakobsdóttir I. Mit der Parlamentswahl vom 25. September 2021 konnte die amtierende Regierung ihre Mehrheit verteidigen. Trotz Verlusten für die Links-Grüne Bewegung und starken Zugewinnen der Fortschrittspartei wurde auch die neugebildete Regierung von Katrín Jakobsdóttir geführt.
Am 5. April 2024 kündigte sie ihren Rücktritt vom Amt der Premierministerin an, der schließlich am 9. April 2024 erfolgte. Ihr folgte Bjarni Benediktsson nach, der bereits ihr direkter Amtsvorgänger war. Zuvor hatte sie ihre Kandidatur bei der Präsidentschaftswahl 2024 angekündigt. Sie trat in diesem Zusammenhang auch als Abgeordnete des Althing und von ihrem Amt als Parteivorsitzende der Links-Grünen Bewegung zurück. Kommissarischer Nachfolger als Parteivorsitzender bis zu einer Neuwahl durch die Parteimitglieder wurde der bisherige stellvertretende Vorsitzende Guðmundur Ingi Guðbrandsson. Auf den Sitz von Katrín im Althing rückte Eva Dögg Davíðsdóttir nach, wobei Eva Dögg bis zum 14. April 2024 zunächst vom Abgeordneten-Stellvertreter (varaþingmaður) René Biasone vertreten wurde.
Katrín wurde bei der Präsidentschaftswahl 2024 mit 25,2 % der Stimmen die Zweitplatzierte und verlor somit gegen Halla Tómasdóttir, die 34,3 % der Stimmen erhielt.

## Literarisches Schaffen
Ihr Krimi Reykjavik war das bestverkaufte Buch in Island im Jahr 2022, es erschien anschließend auch auf Englisch. Sie schrieb den Thriller zusammen mit ihrem Freund Ragnar Jónasson während des Corona-Lockdowns.

## Familienstatus
Katrin Jakobsdóttir ist verheiratet und hat drei Söhne (* 2005, * 2007 und * 2011).

## Veröffentlichungen
- Glæpurinn sem ekki fannst: saga og þróun íslenskra glæpasagna. Háskolaútg, Reykjavík, 2001.
- Eiskalte Morde auf der eisigen Insel: Eine Geschichte der isländischen Kriminalliteratur. In: Jost Hindersmann (Hrsg.): Fjorde, Elche, Mörder: der skandinavische Kriminalroman. NordPark, Wuppertal, 2006, ISBN 978-3-935421-16-4, S. 188–198.
- Krimineller Einblick in die isländische Gesellschaft: Die Kriminalromane von Arnaldur Indriðason. In: Jost Hindersmann (Hrsg.): Fjorde, Elche, Mörder: der skandinavische Kriminalroman. NordPark, Wuppertal, 2006, ISBN 978-3-935421-16-4, S. 301–308.